# Mulú
Antonio Antmaper (Rio de Janeiro, ), também conhecido pelo seu nome artístico Mulú, é um produtor musical e DJ brasileiro revelado por misturar música eletrônica e ritmos do Brasil.
Sua sonoridade chamou a atenção do pesquisador musical Hermano Viana e de artistas nacionais como Zé Gonzales da dupla Tropkillaz, que o convidou para seu selo Buuum Trax e internacionais como Diplo, que descreveu Mulú como um de seus artistas brasileiros favoritos e como uma pessoa chave na conexão das cenas músicais brasileiras em seu programa na rádio inglesa BBC. 
Em 2015, trabalhou na produção do extended play (EP) de estreia da cantora Pabllo Vittar, Open Bar (2015), sendo responsável pelos singles "Open Bar" e "Minaj". O álbum mistura samba e outros ritmos brasileiros com batidas eletrônicas, e até hoje é reconhecido como uma revolução na música pop brasileira.
Remixou e lançou músicas em parcerias com artistas como Arto Lyndsay, Wesley Safadão, BaianaSystem, Bomba Estéreo, Luedji Luna, Potyguara Bardo, Gilsons, Rachel Reis, Letrux e Elza Soares.
Como DJ, Mulú se apresentou em diversas cidades ao redor do mundo, passando festivais como Tomorrowland, EDC, Sfinks Festival e RecBeat.
É também um dos criadores da rasteirinha, estilo de música eletrônica com influência de funk carioca e reggaeton.